# NGC 3389
NGC 3389 је спирална галаксија у сазвежђу Лав која се налази на NGC листи објеката дубоког неба.
Деклинација објекта је + 12° 31' 59" а ректасцензија 10h 48m 28,0s. Привидна величина (магнитуда) објекта NGC 3389 износи 11,8 а фотографска магнитуда 12,5. Налази се на удаљености од 20,900 милиона парсека од Сунца. NGC 3389 је још познат и под ознакама NGC 3373, UGC 5914, MCG 2-28-13, CGCG 66-22, PGC 32306.